# Christiane Leuchtmann

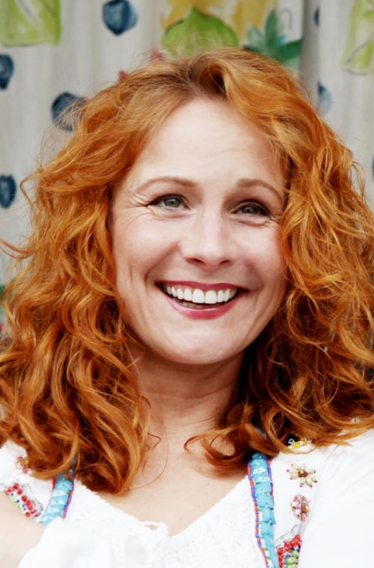
Christiane Leuchtmann (2008)

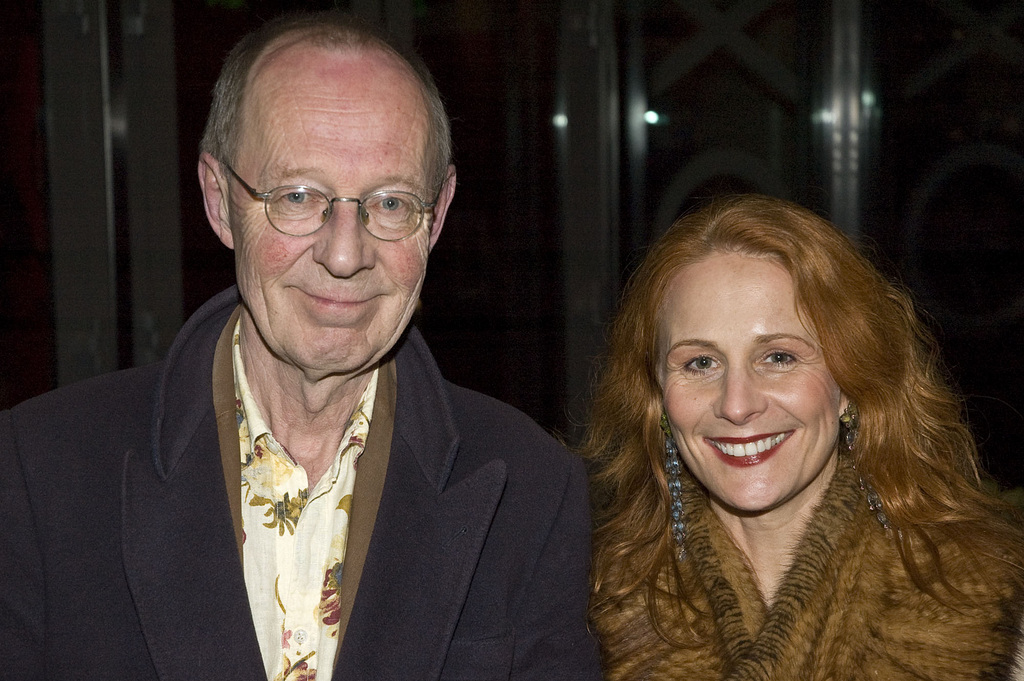
Hans-Peter Korff (links) und Christiane Leuchtmann bei der Berlinale 2008

Christiane Leuchtmann (* 16. März 1960 in München) ist eine deutsche Theater- und Fernsehschauspielerin, Hörspiel- und Hörbuchsprecherin.

## Biografie
Christiane Leuchtmann wurde als Tochter des Musikwissenschaftlers Horst Leuchtmann und der Klavierlehrerin Brita Angela Leuchtmann (geb. von Wentzel) geboren. Frühzeitig erhielt sie Klavier- und Ballettunterricht. Sie besuchte die Rudolf-Steiner-Schule München-Schwabing.
Während ihres Schauspielstudiums an der Otto-Falckenberg-Schule in München (1979–1982) spielte sie an den Münchner Kammerspielen und am Theater der Jugend. In dieser Zeit wirkte sie auch in Fernsehserien wie Die Knapp-Familie und Die Wiesingers mit. Auf Anfrage von Boy Gobert ging sie nach ihrer Abschlussprüfung 1982 an die Staatlichen Schauspielbühnen Berlin und spielte dort bis 1994 große Rollen der Klassik und der Moderne. 1990 verlieh Walter Jens ihr den Preis für Darstellende Kunst der Akademie der Künste (Berlin).
Sie spielte am Theater am Turm, an den Hamburger Kammerspielen, am Eurostudio der Komödie im Bayerischen Hof, am St. Pauli Theater, Ernst-Deutsch-Theater und an vielen anderen deutschen Theatern und arbeitete mit Regisseuren wie Thomas Langhoff, Ernst Wendt, Augusto Fernandes, Elke Lang, Jérôme Savary. Sie ist in zahlreichen Hörspielen und Hörbüchern als Sprecherin tätig. Zu ihren weiteren Aktivitäten zählen zahlreiche Live-Lesungen, auch gemeinsam mit ihrem Mann, und Gesangsabende. Außerdem schrieb sie als Drehbuchautorin Sketche für die RTL-Serie RTL Samstag Nacht.
Leuchtmann ist seit 2009 als Dozentin tätig und unterrichtet Schauspiel an der Schule für Schauspiel Hamburg. Seit 2023 ist sie als Regisseurin am Kleinen Theater Bargteheide tätig.
Von 1992 bis zu seinem Tod war sie mit dem Schauspieler Hans Peter Korff verheiratet und hat mit ihm einen Sohn, Johannes Valentin Korff.

## Theaterrollen (Auswahl)
- 1980: Puppe in Riesen vom Berge von Luigi Pirandello, Regie: Ernst Wendt, Münchner Kammerspiele
- 1983: Alma in Pioniere in Ingolstadt von Marieluise Fleißer, Regie: Konrad Sabrautzky, Staatliche Schauspielbühnen Berlin
- 1983: Lucie in Stella von Johann Wolfgang von Goethe, Regie: Ernst Wendt, Staatliche Schauspielbühnen Berlin
- 1983: Lusa in Kinder der Sonne von Maxim Gorkij, Regie: Harald Clemen, Staatliche Schauspielbühnen Berlin
- 1984: Babette Gistel in Die Laube der Seligen von Max Herrmann-Neiße, Regie: Klaus Völker, Staatliche Schauspielbühnen Berlin
- 1984: Rosina in Trilogie einer schönen Ferienzeit von Carlo Goldoni, Regie: Nicolas Brieger, Staatliche Schauspielbühnen Berlin
- 1984: Hilde in Die Frau am Meer von Henrik Ibsen, Regie: Thomas Schulte-Michels, Staatliche Schauspielbühnen Berlin
- 1985: Crevette in Die Dame vom Maxim von Georges Feydeau, Regie: Hans Hollmann, Staatliche Schauspielbühnen Berlin
- 1985: Recha in Nathan der Weise von Gotthold Ephraim Lessing, Regie: Bernard Sobel, Staatliche Schauspielbühnen Berlin
- 1985: Smeraldina in Diener zweier Herren von Carlo Goldoni, Regie: Franz Marijnen, Staatliche Schauspielbühnen Berlin
- 1986: Fanny in Vom Teufel geholt von Knut Hamsun, Regie: Fred Berndt, Staatliche Schauspielbühnen Berlin
- 1986: Agnes in Die Geschäfte des Baron Laborde von Hermann Broch, Regie: Fred Berndt, Staatliche Schauspielbühnen Berlin
- 1987: Ottilie in Präsident Abendwind von Elfriede Jelinek, Regie: Werner Gerber, Literaturhaus Berlin
- 1987: Das Mädchen in Sobald fünf Jahre vergehen (Garcia Lorca), Regie: Stephan Kimmig, Staatliche Schauspielbühnen Berlin
- 1987: Rosemary in Jedem seine eigene Wildnis von Doris Lessing, Regie: Fred Berndt, Staatliche Schauspielbühnen Berlin
- 1987: Gräfin Guiccardi in Beethovens Zehnte (von und mit Peter Ustinov), Regie: Kurt Hübner, Staatliche Schauspielbühnen Berlin
- 1988: Die Braut in Das große Welttheater (Calderon), Regie: Augusto Fernandes, Staatliche Schauspielbühnen Berlin
- 1988: Foible in Der Lauf der Welt von William Congreve, Regie: Fred Berndt, Staatliche Schauspielbühnen Berlin
- 1988: Linda in Einer für Alles von Alan Ayckbourn, Regie: Rosemarie Fendel, Staatliche Schauspielbühnen Berlin
- 1989: Donna Aspasia in La Guerra von Carlo Goldoni, Regie: Hans Grazer, Staatliche Schauspielbühnen Berlin
- 1989: Mme Constance Bonacieux in D’Artagnan und die drei Musketiere von Alexandre Dumas, Regie: Jérôme Savary, Staatliche Schauspielbühnen Berlin
- 1990: Abigail in Hexenjagd von Arthur Miller, Regie: Franz Marinjen. Staatliche Schauspielbühnen Berlin
- 1990: Schiller in Der Panzer wird zum Flügelkleid von Friedrich Schiller, Regie: Alfred Kirchner, Staatliche Schauspielbühnen Berlin
- 1990: Die Schönheit in Faust (J. v. G.), Regie: Alfred Kirchner, Staatliche Schauspielbühnen Berlin
- 1991: Elisabeth E. in Davon geht die Welt nicht unter von Ulrich Waller, Regie: Elke Lang, Staatliche Schauspielbühnen Berlin
- 1991: Liebende in Immer von Dir, immer von mir (nach R. Barthes), Regie: Elke Lang, Theater am Turm (abgekürzt TAT) Frankfurt
- 1991: Karoline in Kasimir und Karoline von Ödön von Horváth, Regie: Elke Lang und Lore Stephanek, Staatliche Schauspielbühnen Berlin
- 1992: Das Flittchen Böhmen am Meer (Volker Braun), Regie: Thomas Langhoff, Staatliche Schauspielbühnen Berlin
- 1993: Liesl Karlstadt in Der Weltuntergang nach Karl Valentin, Regie: Benno Iffland, Staatliche Schauspielbühnen Berlin
- 1995: Carol in Oleanna (D. Mamet), Regie: Fred Berndt, Eurostudio Landgraf
- 2004: Jartschi in Brand im Souterrain, Frau Blaha in Krieg im Dritten Stock von Pavel Kohout, Regie: Walther Tillemans, Hamburger Kammerspiele
- 2005: Pegasus von und mit Christiane Leuchtmann, Hans Peter Korff, Komödie im Bayerischen Hof, München
- 2009: Heino Jaeger Abend, St. Pauli Theater, Hamburg
- 2011/12: Belinda Blair in Der nackte Wahnsinn von Michael Frayn, Regie Fred Berndt, Ernst Deutsch Theater
- 2013: alle weiblichen Rollen in Loriot & Co von Loriot, alle weiblichen Rollen; Regie: Christiane Leuchtmann, Staatstheater Cottbus
- 2014: Loriots Dramatische Werke von Loriot, Komödie im Bayerischen Hof, München. Regie: Hardy Hoosman
- 2018: alle weiblichen Rollen in Loriot – Ach Was von Loriot, Brandenburger Theater, Brandenburg.
- 2019: alle weiblichen Rollen in der Lesung Zähne einer Ehe, u. a. Theater Vorpommern, König Albert Theater Bad Elster.[7]
- 2020: Lore in Alte Liebe von Elke Heidenreich, Regie: Christiane Leuchtmann, Theater Duisburg

## Filmografie
- 1981: Die Knapp-Familie (3 Folgen), Regie: Stephan Meyer, WDR
- 1982: Einmal die Woche, Regie: Horst Flick, ZDF.
- 1982: Die Wiesingers (5 Folgen), Regie: Bernd Fischerauer, ARD
- 1983: Flohmarkt-Nostalgisch ist in, ZDF
- 1984: Boy Gobert: Kopfüber, Regie: Stefan Lukschy
- 1988: Stocker und Stein
- 1989: Destination Berlin, Regie: Stefan Lukschy
- 1991: Briefe der Leidenschaft, Henry Miller und Anais Nin, BR
- 1994: Ihre Exzellenz, die Botschafterin, Regie: Peter Deutsch, ZDF
- 1994: Drei Mann im Bett, Regie: Klaus Wirbitzky, WDR
- 1994: Angel Delight, Regie: Adrew Hood, Deutsche Film- und Fernsehakademie Berlin.
- 1996: Im Namen des Gesetzes
- 1997: Alphateam – Die Lebensretter im OP
- 1998: Happy Birthday, Regie: Eberhard Pieper, ARD.
- 1998: St. Angela, Regie: Norbert Skrovanek, ARD
- 1999: Ein starkes Team – Braunauge
- 1999: Alphateam – Die Lebensretter im OP
- 2000: Herzschlag, das Ärzteteam Nord, Regie: Sebastian Monk, ZDF
- 2005–2006: Adelheid und ihre Mörder (5 Folgen), Regie: Stephan Meyer, ARD
- 2009: Man glaubt es nicht, WDR
- 2011: Tierärztin Dr. Mertens, ARD (2 Folgen)
- 2012: Halloween, Starbar, Kurzfilm
- 2016: Das Ende der Langeweile, Film
- 2020: Das große Nikolausspecial – Auf der Suche nach den verlorenen Kindern, Regie: Ansgar Ahlers, Film
- 2023: Schwarze Früchte (3 Folgen), Regie: Elisa Smith-Leverock und David Uzochukwu, ARD

## Hörspiele (Auswahl)
- Ein Pflichtmandat, Paul Hengge – Regie: Robert Matejka (Hörspiel – RIAS Berlin)
- Die Mühle auf dem Meeresgrund Christian Hussel – Regie: Rainer Clute (Kinderhörspiel – DLR Berlin)
- Der Meister und Margarita Michail Bulgakow: – Regie: Petra Meyenburg (Hörspiel (30 Teile) – MDR)
- Die Kunst des Lokomotivführers Steven Carroll – Regie: Oliver Sturm (Hörspiel – SWR)
- Ein Schnitt unter die Haut Andrea Brüdern: – Regie: Andrea Getto (Hörspiel – NDR Hamburg)
- THiLO, Heike Wiechmann: Ponyhofgeschichten & Reitstallgeschichten
- Das Weihnachtsgeheimnis
- Die Froschkönigin – Regie: Barbara Plensat
- Chet Baker: Der lange Sturz – Regie: Hans Gerd Krogmann
- Im Pappkarton – Regie: Hans Gerd Krogmann
- Wir ganz allein (Hörspiel des Monats Juli 1994)
- Cordelia & Coriander – Regie: Hans Gerd Krogmann, (SFB)
- Jernigan (Hörspiel des Monats August 1997)
- Perito Moreno – Regie: Hans Gerd Krogmann, (SFB)
- Der Chef – Regie: Walter Adler
- Anna Marx und das Berliner Kartell – Regie: Walter Adler
- Graumann im Lande Swift – Regie: Hans Gerd Krogmann
- Liebkind im Vogelnest – Regie: Barbara Plensat

## Hörbücher (Auswahl)
- 1999: Wilhelm Meisters Lehrjahre (Hörbuch des Monats Oktober 1999)
- 2004: Sherlock Holmes: Der zweite Fleck (Hörbuch des Monats Juli 2004)
- 2004: Sherlock Holmes: Die einsame Radfahrerin (Hörbuch des Monats Juli 2004)
- 2014: Die drei ??? – Das versunkene Schiff – Regie: Heikedine Körting
- 2018: Sherlock Holmes. Folge 10: Das Spiel der roten Dahlie
- 2018: Sherlock Holmes. Folge 11: Das sanfte Lächeln der Medusa
- 2016: Hanni und Nanni. Folge 52: Castingfieber mit Hanni und Nanni – Regie: Heikedine Körting
- 2018: Die drei ??? 197 – Im Auge des Sturms. Regie: Heikedine Körting
- 2018: Hanni und Nanni. Folge 59: Bittere Lehre für Hanni und Nanni – Regie: Heikedine Körting
- 2018: TKKG. 206: Achtung, UFO – Kult. Regie: Heikedine Körting
- 2019: TKKG. 210: Raubzug im Kasino – Regie: Heikedine Körting
- 2020: Trullas Geister. Teil 3: Der verkaufte Sohn – Regie: Carsten Hermann, hm audio
- 2020: Schatten aus der Dunkelheit. Teil 5: Blutrausch – Regie: Carsten Hermann, hm audio
- 2020: Das Erbe Draculas. Teil 1: Das Schloss des Raben – Regie: Carsten Hermann, hm audio
- 2020: Tatort Drittes Reich. Der Frauenmörder von Rummelsburg – Regie: Carsten Hermann, hm audio
- 2020: Honigsüß & Mausetot. Teil 2: Gegen den Strom – Regie: Carsten Hermann, hm audio
- 2020: Honigsüß & Mausetot. Teil 1: Hallig 11 – Regie: Carsten Hermann, hm audio
- 2020: Kaffeesatz, Tarot & Tod. Teil 1: Die rosarote Quante – Regie: Carsten Hermann, hm audio
- 2020: Kaffeesatz, Tarot & Tod. Teil 2: Das Wecken der Medusa – Regie: Carsten Hermann, hm audio
- 2022: Detektive Constable Watson. Teil 1–10 – Regie: Carsten Hermann, hm audio

## Auszeichnungen
1990 wurde Leuchtmann von Walter Jens der Preis für Darstellende Kunst der Akademie der Künste (Berlin) verliehen. Jurymitglieder waren Cornelia Froboess, Bernhard Minetti und Dieter Dorn.